# Sxerbakove
Sxerbakove (en (ucraïnès): Щербакове, en rus: Щербаково) és un poble de la República Autònoma de Crimea, a Ucraïna, que el 2014 tenia 614 habitants. Pertany al districte de Krasnogvardiiske.